# 2020–2021-es magyar női labdarúgókupa
A magyar női labdarúgókupa 2020–2021-es szezonjában tizenhat csapat küzd a kupa elnyeréséért.

## Lebonyolítás
Forrás:
| Forduló          | Résztvevő csapatok                                                                               | Végeredmény megállapítása | Pályaválasztó | Részt vevő csapatok száma | Mérkőzések száma |
| ---------------- | ------------------------------------------------------------------------------------------------ | --- | --- | ------------------------- | ---------------- |
| 1.               | a nem NB-s csapatok, illetve az NBII-es csapatok közül sorsolással kiválasztott sportszervezetek | Egy mérkőzésen dől el a továbbjutás. Amennyiben a rendes játékidőben döntetlen az eredmény, hosszabbítás nincs, egyből büntetőpárbaj következik | Amennyiben a két csapat között bajnoki osztálykülönbség van, akkor az alacsonyabb osztályú, amennyiben nincs bajnoki osztálykülönbség, akkor a sorsoláson elsőnek kihúzott csapat a pályaválasztó. |                           |                  |
| 2.               | az 1. forduló továbbjutói és a többi NBII-es csapat                                              | Egy mérkőzésen dől el a továbbjutás. Amennyiben a rendes játékidőben döntetlen az eredmény, hosszabbítás nincs, egyből büntetőpárbaj következik | Amennyiben a két csapat között bajnoki osztálykülönbség van, akkor az alacsonyabb osztályú, amennyiben nincs bajnoki osztálykülönbség, akkor a sorsoláson elsőnek kihúzott csapat a pályaválasztó. | 16                        | 8                |
| 3.               | a 2. forduló továbbjutói és a 8 NBI-es csapat                                                    | Egy mérkőzésen dől el a továbbjutás. Amennyiben a rendes játékidőben döntetlen az eredmény, hosszabbítás nincs, egyből büntetőpárbaj következik | Amennyiben a két csapat között bajnoki osztálykülönbség van, akkor az alacsonyabb osztályú, amennyiben nincs bajnoki osztálykülönbség, akkor a sorsoláson elsőnek kihúzott csapat a pályaválasztó. | 16                        | 8                |
| 4. (negyeddöntő) | a 3. forduló továbbjutói                                                                         | Egy mérkőzésen dől el a továbbjutás. Amennyiben a rendes játékidőben döntetlen az eredmény, hosszabbítás nincs, egyből büntetőpárbaj következik | Amennyiben a két csapat között bajnoki osztálykülönbség van, akkor az alacsonyabb osztályú, amennyiben nincs bajnoki osztálykülönbség, akkor a sorsoláson elsőnek kihúzott csapat a pályaválasztó. | 8                         | 4                |
| 5. (elődöntő)    | a 4. forduló továbbjutói                                                                         | Egy mérkőzésen dől el a továbbjutás. Amennyiben a rendes játékidőben döntetlen az eredmény, hosszabbítás nincs, egyből büntetőpárbaj következik | Amennyiben a két csapat között bajnoki osztálykülönbség van, akkor az alacsonyabb osztályú, amennyiben nincs bajnoki osztálykülönbség, akkor a sorsoláson elsőnek kihúzott csapat a pályaválasztó. | 4                         | 2                |
| 6. (döntő)       | az 5. forduló továbbjutói                                                                        | A kupadöntő egy mérkőzésből áll. Amennyiben a rendes játékidőben döntetlen az eredmény, hosszabbítás nincs, egyből büntetőpárbaj következik     | A mérkőzés helyszínét az MLSZ Versenybizottsága jelöli ki. A sorsoláson elsőnek kihúzott csapat a mérkőzés pályaválasztója.                                                                        | 2                         | 1                |

## Selejtező

### 1. forduló
Az 1. forduló résztvevői a nem NB-s csapatok, illetve a 2020-2021. évi Női Felnőtt NB II. nagypályás labdarúgó bajnokság szereplő csapatok közül sorsolással kiválasztott sportszervezetek. Amennyiben a két csapat között bajnoki osztálykülönbség van, akkor az alacsonyabb osztályú csapat, azonos osztályú csapatok esetében a sorsoláson elsőnek kihúzott csapat a pályaválasztó.
| Hazai csapat             | Vendég csapat         | Végeredmény |
| ------------------------ | --------------------- | ----------- |
| Gyula és környéke GYSCE  | Soroksár SC           | 1–6         |
| Zalaegerszegi TE         | FC Ajka               | 8–1         |
| Airnergy FC              | SC Sopron             | 7–3         |
| Vác-Deákvár SE           | Szolnoki MÁV FC       | 3–4         |
| Nyíregyháza Spartacus FC | Csepel USE            | 5–1         |
| Cigánd SE                | FC Hatvan             | 0–5         |
| Monor SE                 | Kazincbarcikai SC     | 2–5         |
| Fehérvár FC              | Vasas Kubala Akadémia | 12–1        |
| Szentlőrinc SE           | BVSC-Zugló            | 3–2         |
| Nimród SE                | Pápai ELC             | 4–2         |
| Arany Bácska Egyesület   | Nagymágocs NSE        | 2–6         |
| Balatonfüredi FC         | Vikino Mester-METIS   | 0–9         |
| Újpest FC                | Puskás Akadémia FC    | 2–2 (b:2–4) |

### 2. forduló
A 2. forduló résztvevői az 1. forduló mérkőzéseinek továbbjutói és a többi 2020-2021. évi Női Felnőtt NB II. nagypályás labdarúgó bajnokságban szereplő sportszervezet. Amennyiben a két csapat között bajnoki osztálykülönbség van, akkor az alacsonyabb osztályú csapat, azonos osztályú csapatok esetében a sorsoláson elsőnek kihúzott csapat a pályaválasztó.
| Hazai csapat        | Vendég csapat            | Végeredmény |
| ------------------- | ------------------------ | ----------- |
| Airnergy FC         | Fehérvár FC              | 1–2         |
| Nimród SE           | Szentlőrinc SE           | 3–0         |
| Nyírség NSC         | Kazincbarcikai SC        | 0–5         |
| Szolnoki MÁV FC     | Nyíregyháza Spartacus FC | 1–6         |
| Puskás Akadémia FC  | MLE                      | 10–9        |
| FC Hatvan           | Nagymágocs NSE           | 8–1         |
| Vikino Mester-METIS | Zalaegerszegi TE         | 3–2         |

## Ágrajz
|  |                       |                       |                    |                    |       |                       |                       |              |  |  |           |           |           |  |  |       |       |       |
|  | Nyolcaddöntők         | Nyolcaddöntők         | Nyolcaddöntők      |                    |       | Negyeddöntők          | Negyeddöntők          | Negyeddöntők |  |  | Elődöntők | Elődöntők | Elődöntők |  |  | Döntő | Döntő | Döntő |
|  | Nyolcaddöntők         | Nyolcaddöntők         | Nyolcaddöntők      |                    |       | Negyeddöntők          | Negyeddöntők          | Negyeddöntők |  |  | Elődöntők | Elődöntők | Elődöntők |  |  | Döntő | Döntő | Döntő |
|  | október 11.           |                       |                    |                    |       |                       |                       |              |  |  |           |           |           |  |  |       |       |       |
|  |                       |                       |                    |                    |       |                       |                       |              |  |  |           |           |           |  |  |       |       |       |
|  | Kazincbarcikai SC     | Kazincbarcikai SC     | 0                  |                    |       |                       |                       |              |  |  |           |           |           |  |  |       |       |       |
|  | Kazincbarcikai SC     | Kazincbarcikai SC     | 0                  | március 6.         |       |                       |                       |              |  |  |           |           |           |  |  |       |       |       |
|  | Puskás Akadémia       | Puskás Akadémia       | 9                  |                    |       |                       |                       |              |  |  |           |           |           |  |  |       |       |       |
|  | Puskás Akadémia       | Puskás Akadémia       | 9                  |                    |       | Puskás Akadémia       | Puskás Akadémia       | 0            |  |  |           |           |           |  |  |       |       |       |
|  | október 11.           |                       |                    |                    |       | Puskás Akadémia       | Puskás Akadémia       | 0            |  |  |           |           |           |  |  |       |       |       |
|  |                       |                       | Ferencvárosi TC    | Ferencvárosi TC    | 3     |                       |                       |              |  |  |           |           |           |  |  |       |       |       |
|  | FC Hatvan             | FC Hatvan             | Ferencvárosi TC    | Ferencvárosi TC    | 3     | 0                     |                       |              |  |  |           |           |           |  |  |       |       |       |
|  | FC Hatvan             | FC Hatvan             |                    |                    |       | 0                     | március 31.           |              |  |  |           |           |           |  |  |       |       |       |
|  | Ferencvárosi TC       | Ferencvárosi TC       | 13                 |                    |       |                       |                       |              |  |  |           |           |           |  |  |       |       |       |
|  | Ferencvárosi TC       | Ferencvárosi TC       | 13                 |                    |       | Ferencvárosi TC       | Ferencvárosi TC       | 4            |  |  |           |           |           |  |  |       |       |       |
|  | október 11.           |                       |                    |                    |       | Ferencvárosi TC       | Ferencvárosi TC       | 4            |  |  |           |           |           |  |  |       |       |       |
|  |                       |                       | MTK Hungária FC    | MTK Hungária FC    | 0     |                       |                       |              |  |  |           |           |           |  |  |       |       |       |
|  | Nyíregyháza Spartacus | Nyíregyháza Spartacus | MTK Hungária FC    | MTK Hungária FC    | 0     | 4                     |                       |              |  |  |           |           |           |  |  |       |       |       |
|  | Nyíregyháza Spartacus | Nyíregyháza Spartacus | március 6.         |                    |       | 4                     |                       |              |  |  |           |           |           |  |  |       |       |       |
|  | Nimród SE             | Nimród SE             | 0                  |                    |       |                       |                       |              |  |  |           |           |           |  |  |       |       |       |
|  | Nimród SE             | Nimród SE             | 0                  |                    |       | Nyíregyháza Spartacus | Nyíregyháza Spartacus | 0            |  |  |           |           |           |  |  |       |       |       |
|  | október 9.            |                       |                    |                    |       | Nyíregyháza Spartacus | Nyíregyháza Spartacus | 0            |  |  |           |           |           |  |  |       |       |       |
|  |                       |                       | MTK Hungária FC    | MTK Hungária FC    | 11    |                       |                       |              |  |  |           |           |           |  |  |       |       |       |
|  | MTK Hungária FC       | MTK Hungária FC       | MTK Hungária FC    | MTK Hungária FC    | 11    | 7                     |                       |              |  |  |           |           |           |  |  |       |       |       |
|  | MTK Hungária FC       | MTK Hungária FC       |                    |                    |       | 7                     | május 5.              |              |  |  |           |           |           |  |  |       |       |       |
|  | ETO FC Győr           | ETO FC Győr           | 0                  |                    |       |                       |                       |              |  |  |           |           |           |  |  |       |       |       |
|  | ETO FC Győr           | ETO FC Győr           | 0                  |                    |       | Astra Hungary FC      | Astra Hungary FC      | 1            |  |  |           |           |           |  |  |       |       |       |
|  | október 11.           |                       |                    |                    |       | Astra Hungary FC      | Astra Hungary FC      | 1            |  |  |           |           |           |  |  |       |       |       |
|  |                       |                       | Ferencvárosi TC    | Ferencvárosi TC    | 5     |                       |                       |              |  |  |           |           |           |  |  |       |       |       |
|  | Haladás-Viktória      | Haladás-Viktória      | Ferencvárosi TC    | Ferencvárosi TC    | 5     | 0                     |                       |              |  |  |           |           |           |  |  |       |       |       |
|  | Haladás-Viktória      | Haladás-Viktória      | március 6.         |                    |       | 0                     |                       |              |  |  |           |           |           |  |  |       |       |       |
|  | Diósgyőri VTK         | Diósgyőri VTK         | 2                  |                    |       |                       |                       |              |  |  |           |           |           |  |  |       |       |       |
|  | Diósgyőri VTK         | Diósgyőri VTK         | 2                  |                    |       | Diósgyőri VTK         | Diósgyőri VTK         | 2 (5)        |  |  |           |           |           |  |  |       |       |       |
|  | október 11.           |                       |                    |                    |       | Diósgyőri VTK         | Diósgyőri VTK         | 2 (5)        |  |  |           |           |           |  |  |       |       |       |
|  |                       |                       | Kelen SC           | Kelen SC           | 2 (4) |                       |                       |              |  |  |           |           |           |  |  |       |       |       |
|  | Vikino Mester-METIS   | Vikino Mester-METIS   | Kelen SC           | Kelen SC           | 2 (4) | 0                     |                       |              |  |  |           |           |           |  |  |       |       |       |
|  | Vikino Mester-METIS   | Vikino Mester-METIS   |                    |                    |       | 0                     | március 31.           |              |  |  |           |           |           |  |  |       |       |       |
|  | Kelen SC              | Kelen SC              | 3                  |                    |       |                       |                       |              |  |  |           |           |           |  |  |       |       |       |
|  | Kelen SC              | Kelen SC              | 3                  |                    |       | Diósgyőri VTK         | Diósgyőri VTK         | 1            |  |  |           |           |           |  |  |       |       |       |
|  | október 11.           |                       |                    |                    |       | Diósgyőri VTK         | Diósgyőri VTK         | 1            |  |  |           |           |           |  |  |       |       |       |
|  |                       |                       | Astra Hungary FC   | Astra Hungary FC   | 3     |                       |                       |              |  |  |           |           |           |  |  |       |       |       |
|  | Soroksár SC           | Soroksár SC           | Astra Hungary FC   | Astra Hungary FC   | 3     | 0                     |                       |              |  |  |           |           |           |  |  |       |       |       |
|  | Soroksár SC           | Soroksár SC           | március 7.         |                    |       | 0                     |                       |              |  |  |           |           |           |  |  |       |       |       |
|  | Astra Hungary FC      | Astra Hungary FC      | 2                  |                    |       |                       |                       |              |  |  |           |           |           |  |  |       |       |       |
|  | Astra Hungary FC      | Astra Hungary FC      | 2                  |                    |       | Astra Hungary FC      | Astra Hungary FC      | 4            |  |  |           |           |           |  |  |       |       |       |
|  | október 10.           |                       |                    |                    |       | Astra Hungary FC      | Astra Hungary FC      | 4            |  |  |           |           |           |  |  |       |       |       |
|  |                       |                       | Kész-St. Mihály FC | Kész-St. Mihály FC | 2     |                       |                       |              |  |  |           |           |           |  |  |       |       |       |
|  | Fehérvár FC           | Fehérvár FC           | Kész-St. Mihály FC | Kész-St. Mihály FC | 2     | 0                     |                       |              |  |  |           |           |           |  |  |       |       |       |
|  | Fehérvár FC           | Fehérvár FC           |                    |                    |       |                       |                       |              |  |  |           |           |           |  |  |       |       |       |
|  | Kész-St. Mihály FC    | Kész-St. Mihály FC    | 3                  |                    |       |                       |                       |              |  |  |           |           |           |  |  |       |       |       |
|  | Kész-St. Mihály FC    | Kész-St. Mihály FC    | 3                  |                    |       |                       |                       |              |  |  |           |           |           |  |  |       |       |       |
|  |                       |                       |                    |                    |       |                       |                       |              |  |  |           |           |           |  |  |       |       |       |

### Nyolcaddöntők
A 3. forduló résztvevői a 2. forduló mérkőzéseinek továbbjutói és a 2020- 2021. évi Női Felnőtt NB I. nagypályás labdarúgó bajnokságban szereplő sportszervezet (8 csapat). Amennyiben a két csapat között bajnoki osztálykülönbség van, akkor az alacsonyabb osztályú csapat, azonos osztályú csapatok esetében a sorsoláson elsőnek kihúzott csapat a pályaválasztó.
| 2020. október 11. 14:00 |

| Kazincbarcikai SC | 0–9               | Puskás Akadémia FC                                               |
| ----------------- | ----------------- | ---------------------------------------------------------------- |
|                   | (0–5) Jegyzőkönyv | Krascsenics 1' 38' 48' 58' 91' Lovász 9' Kiss 11' Kovács 27' 50' |

| Kazincbarcikai Sportközpont, Kazincbarcika Nézőszám: 0 Játékvezető: Kasza Dénes (magyar) |

| 2020. október 11. 17:00 |

| FC Hatvan | 0–13              | Ferencvárosi TC |
| --------- | ----------------- | --- |
|           | (0–4) Jegyzőkönyv | Cameron 3' 17' 70' Czellér 28' 52' 63' Mosdóczi 44' Siklér 56' 88' Nagy Viktória 57' Róth 65' Fenyvesi 78' Nagy Virág 90' |

| Népkert Sporttelep, Hatvan Nézőszám: 0 Játékvezető: Kulcsár Katalin (magyar) |

| 2020. október 11. 14:30 |

| Nyíregyháza Spartacus           | 4–0               | Nimród SE |
| ------------------------------- | ----------------- | --------- |
| Németh 3' Urai 28' Nagy 73' 76' | (1–0) Jegyzőkönyv |           |

| Nyíregyháza Városi Stadion, Nyíregyháza Nézőszám: 0 Játékvezető: Darányi Antal (magyar) |

| 2020. október 9. 14:00 |

| MTK Hungária FC                                              | 7–0               | ETO FC Győr |
| ------------------------------------------------------------ | ----------------- | ----------- |
| Pápai 13' 19' 68' 87' Diószegi 35' Mayer 40' Szemán-Tóth 52' | (4–0) Jegyzőkönyv |             |

| Sport utcai Stadion, Budapest Nézőszám: 0 Játékvezető: Urbán Eszter (magyar) |

| 2020. október 11. 15:00 |

| Haladás-Viktória | 0–2               | Diósgyőri VTK         |
| ---------------- | ----------------- | --------------------- |
|                  | (0–1) Jegyzőkönyv | Balázs 16' Barker 29' |

| Király Sportlétesítmény, Szombathely Nézőszám: 0 Játékvezető: Sipos Katalin (magyar) |

| 2020. október 11. 17:00 |

| Vikino Mester-METIS | 0–3               | Kelen SC                          |
| ------------------- | ----------------- | --------------------------------- |
|                     | (0–1) Jegyzőkönyv | Kókány 25' Geovana 53' Balázs 85' |

| Siketek pálya, Budapest Nézőszám: 0 Játékvezető: Molnár Réka (magyar) |

| 2020. október 11. 11:00 |

| Soroksár SC | 0–2               | Astra Hungary FC     |
| ----------- | ----------------- | -------------------- |
|             | (0–0) Jegyzőkönyv | Vidács 58' Sipos 75' |

| Szamosi Mihály Sporttelep, Budapest Nézőszám: 0 Játékvezető: Bognár Réka (magyar) |

| 2020. október 10. 15:00 |

| Fehérvár FC | 0–3               | Kész-St. Mihály FC                  |
| ----------- | ----------------- | ----------------------------------- |
|             | (0–1) Jegyzőkönyv | Malešević 26' Savanya 55' Ramor 73' |

| MOL Aréna Sóstó, Székesfehérvár Nézőszám: 0 Játékvezető: Somogyi Sára (magyar) |

### Negyeddöntők
A 4. forduló résztvevői a 3. forduló mérkőzéseinek továbbjutói. Amennyiben a két csapat között bajnoki osztálykülönbség van, akkor az alacsonyabb osztályú csapat, azonos osztályú csapatok esetében a sorsoláson elsőnek kihúzott csapat a pályaválasztó.
| 2020. március 6. 14:00 |

| Puskás Akadémia FC | 0–3               | Ferencvárosi TC                  |
| ------------------ | ----------------- | -------------------------------- |
|                    | (0–0) Jegyzőkönyv | Pusztai 72' Zlidnis 85' Vágó 90' |

| Pancho Aréna, Felcsút Nézőszám: 0 Játékvezető: Bognár Réka (magyar) |

| 2020. március 6. 14:00 |

| Nyíregyháza Spartacus | 0–11              | MTK Hungária FC                                                                |
| --------------------- | ----------------- | ------------------------------------------------------------------------------ |
|                       | (0–6) Jegyzőkönyv | Pinczi 6' 24' 61' Pápai 11' 42' 46' Diószegi 27' Kocsán 41' 66' 85' Stefán 90' |

| Örökösföldi Sportpálya, Nyíregyháza Nézőszám: 0 Játékvezető: Zimmermann Márió (magyar) |

| 2020. március 6. 14:30 |

| Diósgyőri VTK                     | 2–2 (h. u.)                 | Kelen SC                                      |
| --------------------------------- | --------------------------- | --------------------------------------------- |
| Sandu 46' Byrne 48'               | (0–1, 2–2, 2–2) Jegyzőkönyv | Balázs 25' Ács 81'                            |
| Büntetőpárbaj                     |                             |                                               |
| Sandu Barker Nagy Stackel Vachter | 5–4                         | Kókány Daniela Medeiros Horváth Bernhardt Ács |

| DVTK Edzőközpont, Miskolc Nézőszám: 0 Játékvezető: Takács Ákos (magyar) |

| 2020. március 7. 13:00 |

| Astra Hungary FC             | 4–2               | Kész-St. Mihály FC     |
| ---------------------------- | ----------------- | ---------------------- |
| Sipos 13' 25' 37' Vicsek 56' | (3–2) Jegyzőkönyv | Sweatman 12' Boros 28' |

| Üllő Városi Sporttelep, Budapest Nézőszám: 0 Játékvezető: Kalydy Dionízia (magyar) |

### Elődöntők
Az 5. forduló résztvevői a 4. forduló mérkőzéseinek továbbjutói. Amennyiben a két csapat között bajnoki osztálykülönbség van, akkor az alacsonyabb osztályú csapat, azonos osztályú csapatok esetében a sorsoláson elsőnek kihúzott csapat a pályaválasztó.
| 2021. március 31. 15:00 |

| Diósgyőri VTK | 1–3               | Astra Hungary FC           |
| ------------- | ----------------- | -------------------------- |
| Nagy 35'      | (1–1) Jegyzőkönyv | Sipos 21' 62' Szakonyi 83' |

| DVTK Stadion, Miskolc Nézőszám: 0 Játékvezető: Sándor Csaba (magyar) |

| 2021. március 31. 17:00 |

| Ferencvárosi TC                         | 4–0               | MTK Hungária FC |
| --------------------------------------- | ----------------- | --------------- |
| Vágó 6' 66' Szemán-Tóth 21' Marques 36' | (3–0) Jegyzőkönyv |                 |

| Kocsis Sándor Sportközpont, Budapest Nézőszám: 0 Játékvezető: Kovács Tamás (magyar) |

### Döntő
| 2021. május 5. 17:45 |

| Astra Hungary FC | 1–5   | Ferencvárosi TC                                             |
| ---------------- | ----- | ----------------------------------------------------------- |
| Zlidnis 2'       | (1–2) | Fenyvesi 8' Hasanbegović 12' Sipos 48' Brandon 61' Vágó 85' |

| Hidegkuti Nándor Stadion, Budapest Nézőszám: 150 Játékvezető: Urbán Eszter |

## Góllövőlista
| Gól | Név                | Csapat                |
| --- | ------------------ | --------------------- |
| 8   | Nagy Panna         | Nyíregyháza Spartacus |
| 7   | Pápai Emőke        | MTK Hungária FC       |
| 6   | Krascsenics Petra  | Puskás Akadémia FC    |
| 6   | Sipos Lilla        | Astra Hungary FC      |
| 4   | Trampler Kinga     | Fehérvár FC           |
| 4   | Vágó Fanny         | Ferencvárosi TC       |
| 4   | Varró Veronika     | Zalaegerszegi TE      |
| 3   | Balogh Dominika    | Kazincbarcikai SC     |
| 3   | Bernhardt Barbara  | Nimród SE             |
| 3   | Bicsák Krisztina   | Zalaegerszegi TE      |
| 3   | Tiffany Cameron    | Ferencvárosi TC       |
| 3   | Czellér Dorottya   | Ferencvárosi TC       |
| 3   | Deczki Vanda       | Vikino Mester-METIS   |
| 3   | Horváth Hanna      | Vikino Mester-METIS   |
| 3   | Kocsán Petra       | MTK Hungária FC       |
| 3   | Molnár Enikő       | FC Hatvan             |
| 3   | Pinczi Anita       | MTK Hungária FC       |
| 3   | Szalontai Georgina | FC Hatvan             |
| 3   | Szöllős Alexandra  | Airnergy FC           |
| 3   | Tirpák Zsanett     | Kazincbarcikai SC     |